# Alfa Romeo 90
L'Alfa Romeo 90 est une voiture fabriquée par le constructeur italien Alfa Romeo de 1984 à 1987 dans son usine d'Arese près de Milan.

## Histoire
L'Alfa 90 devait remplacer un modèle légendaire de la marque, l'Alfetta, tâche très difficile. Sous la direction de Ettore Massaccesi depuis 1978, le constructeur milanais connait des difficultés financières liées à une série de choix industriels hasardeux qui épuisent la trésorerie comme l'association avec le japonais Nissan pour créer l'Arna et le refus du pouvoir politique d'injecter de nouveaux capitaux, le constructeur étant une entreprise d'État. 
Alors que le bureau d'études milanais avait finalisé une toute nouvelle plateforme qui devait équiper les remplaçantes des Alfetta et Giulietta, les futures Alfa 90 et 75, la direction opta pour la réutilisation de la base de l'Alfetta et imposa une réduction des coûts dramatique.
De sa devancière, elle reprend beaucoup d'éléments : toute la structure de la coque et les moteurs. Le dessin de la seule peau de la carrosserie extérieure a été confié au maître Bertone, ce qui ne fut pas chose facile. Le résultat donna une berline avec des lignes très carrées, d'un style un peu dépassé, mais qui conservait une certaine élégance très classique. 
Présentée au Salon de l'Automobile de Turin 1984, l' « Alfa 90 » reçoit la mécanique certes très raffinée, mais plus du tout novatrice, de l'Alfetta. Les techniciens ont conservé la disposition transaxle, moteur placé en long à l'avant, propulsion arrière avec la boîte de vitesses et le différentiel rattachés à l'essieu arrière du type De Dion, des freins à disques sur les quatre roues, à l'arrière placés en sortie du différentiel pour réduire les masses non suspendues.

## La carrosserie
La ligne de la "90" est due à Bertone, à la fois carrossier, designer, ou "couturier automobile". Ce n'est pas la première fois qu'Alfa Romeo lui confie le dessin d'un nouveau modèle : Bertone a dessiné et fabriqué la fameuse Giulietta Sprint de 1954, la Giulia Sprint GT de 1963 - signée par le jeune designer Giorgetto Giugiaro, alors stagiaire puis salarié chez Bertone, la Montreal en 1967 et les 1750 et 2000 Berline de 1968 et 1971. 
Cette nouvelle berline doit remplacer l'Alfetta. En 1984, l'Alfetta a déjà 12 ans de carrière et la concurrence est rude, l'heure de la retraite ne va plus tarder. L'Alfetta s'était embourgeoisée au fil des ans, choix voulu par Alfa Romeo pour élargir sa clientèle. Pour sa remplaçante, Alfa persiste : elle doit être plus bourgeoise, plus confortable, mieux équipée et viser le créneau supérieur... 
Bertone s'applique donc à dessiner une carrosserie élégante et raffinée, en écartant délibérément toute notion d'agressivité et de sportivité. Opération réussie pour la 90 : ses lignes anguleuses en font une voiture différente des autres tout en restant discrète, mais très anonyme, ce qui la pénalise un peu sur le plan aérodynamique avec un coefficient de pénétration dans l'air (Cx) de 0,37. Pour l'améliorer, on dispose d'un spoiler sous le pare-chocs avant, qui s'autorègle en fonction de la vitesse.
La 90 arbore un profil équilibré avec une moulure en négatif tout le long des flancs, deux rainures sur le capot qui tombent sur un avant plongeant. La calandre scudetto est prise entre deux grands phares rectangulaires parfaitement intégrés. Le coffre assez haut englobe la plaque d'immatriculation et les feux arrière sont avec double clignotants.
L'intérieur est une réinterprétation de celui de l'Alfetta en plus moderne avec des plastiques de bonne qualité et un magnifique volant 3 branches devant un bloc d'instruments très complet qui comprend tachymètre, compte-tours, jauge d'essence, pression d'huile et température d'eau. Du côté passager, en dessous de la boîte à gants, on trouve un assez grand espace dans lequel on peut ranger un attaché-case en ABS spécialement conçu à cet effet. Les sièges sont accueillants et confortables. Pour la première fois sur une automobile sportive, on dispose d'un instrument novateur : l'Alfa Romeo Control, un module électronique d'efficacité qui permet de signaler au conducteur lorsqu'il doit changer de vitesse associé à des leds lumineuses de couleur indiquant le niveau de consommation instantanée.

## Motorisations
Lors de son lancement, quatre moteurs étaient disponibles, trois essence et un Diesel : 
- Les 4 cylindres double arbre à cames en tête Alfa Romeo de 1779 et 1 962 cm3
- Le fameux V6 Alfa Romeo (Busso) de 2 492 cm3
- Le 4 cylindres turbo diesel de 2,4 litres fourni par VM Motori.

La gamme comprenait :
- 90 1.8 avec alimentation par deux carburateurs double corps - 120 ch,
- 90 2.0 avec alimentation par deux carburateurs double corps - 128 ch,
- 90 2.0 Injection Électronique et variateur de phase - 128 ch,
- 90 2.5 V6 Injection Électronique - 158 ch,
- 90 2.4 Turbo diesel - 105 ch, puis 112 ch.

Alfa joue ses meilleures cartes : les deux 4 cylindres double-arbre 2.0, l'un à carburateurs, le second à injection et variateur de phase inauguré sur l'Alfetta Quadrifoglio Oro est un dispositif électro-hydraulique situé en bout d'arbre à cames d'admission qui augmente la souplesse à bas régime -en décroisant la distribution- et qui la recroise pour les hauts régimes, un autre double-arbre carbus 1.8, et deux V6 2.0 et 2.5 à injection. Le 1.8 et le V6 2.0 ne seront pas importés en France. Le 2.0 V6 était réservé au marché italien où les modèles de plus de 2 litres de cylindrée étaient lourdement taxés durant cette décennie.  
Le V6 2.5 provient directement du Coupé GTV6 qui a perdu 4 ch en raison des taxes pénalisant les « plus de 156 ch » dans certains pays d'Europe. 
En 1985, une version "90 2.0 V6 Iniezione" apparaît, équipée d'un 2 litres, destiné au marché italien. Ce nouveau moteur dérive du 2,5 V6, et bénéficie d'une injection Spica en remplacement de la Bosch Jetronic adoptée sur le 2500. Il développe 132 ch.
Devant faire face à la concurrence de la Lancia Thema, lancée au même moment mais à l'allure et au comportement bien plus modernes, l'Alfa 90 éprouve les plus grosses difficultés à se tailler sa place auprès de la clientèle très exigeante dans cette catégorie. Le coup le plus dur viendra avec le lancement de l'Alfa 75, pour fêter les 75 ans du constructeur milanais, en 1985 qui, équipée de la même mécanique, bénéficie d'une carrosserie bien plus actuelle et agressive comme il se doit pour une Alfa Roméo.
Le restyling de l'Alfa 90 de 1986 ne change pas du tout la suite de son semi échec commercial. La calandre est très légèrement retouchée et les revêtements intérieurs sont revus mais aucune modification n'est apportée à la carrosserie. Cela donne lieu au lancement de la version Alfa 90 Super. L'ABS est introduit sur toutes les modèles et la version 2.0 carburateurs est retirée pour ne laisser place qu'à l'injection.
Le constructeur milanais passe sous le contrôle de Fiat en 1986, et la production de l'Alfa 90 est arrêtée en 1987 après seulement 56 428 exemplaires produits. Elle sera remplacée avantageusement par la nouvelle Alfa Romeo 164, voiture conçue justement avec Fiat Auto pour sa Croma, Lancia pour sa Thema, et Saab pour la 9000. L'industrialisation de la 164, qui n'avait pas du tout la même carrosserie que ses trois jumelles qui elles, possédaient beaucoup d'éléments communs, plus longue à mettre au point. C'est ce qui explique la survie de la 90 jusqu'à cette date.

## Les essais des spécialistes

### 2.0 carburateur
Le Moniteur Automobile est un des rares magazines de la presse spécialisée à avoir essayé le modèle « d'attaque » à l'export, c'est-à-dire la "90 2.0" carburateurs. Ce moteur est une vieille connaissance puisqu'il est apparu en 1971 sur la 2000 Berlina et le coupé 2000 GTV, entre autres. En 1984, il a perdu 2 ch (128 au lieu de 130) au même régime de 5 400 tr/min. Étant donné son alimentation (2 carburateurs double-corps) à l'heure où les injections fleurissent ici et là, Le Moniteur Automobile constate que le moteur est brillant mais n'est « au mieux de sa forme qu'entre 4 000 et 5 400 tr/min ». Ce moteur 2.0 a toujours été jugé comme un moteur plutôt souple, vu les rapports de boîte longs, la vitesse maxi est atteinte en 4e. En ce qui concerne les consommations, avec une moyenne de 12,6L/100 km, la 2.0 carburateurs consomme légèrement plus que la 2.5 V6 injection.
Au niveau du confort, le bilan est satisfaisant, les suspensions sont souples. L'insonorisation est particulièrement soignée selon Le Moniteur, « On ne perçoit qu'avec raison le moteur par une sonorité envoûtante qui fait plaisir aux oreilles ». La conclusion éclairée du Moniteur résume parfaitement la 90 2.0 : « la vocation de la 90 n'est pas d'être une voiture purement sportive, mais une berline confortable et performante. Ses suspensions souples n'entravent pas outre-mesure les qualités routières. (...) L'Alfa 90 2.0 carburateurs se place comme modèle de base très respectable. »

### V6 2.0
Il s'agit d'une version réservée au marché italien, les voitures de plus de 2,0 litres souffrant d'une « surtaxe » conséquente à l'époque. D'une puissance de 132 ch avec l'injection, il permet des performances en tous points similaires à la 2.0 4 cylindres injection, mais avec l'agrément d'un "V6" en plus. Détail technique : ce V6 utilise le CEM (Controllo Elettronico Motore) un boîtier développé par Alfa Romeo Spica qui gère les temps d'ouverture des injecteurs ainsi que l'allumage en fonction de l'angle d'ouverture des papillons, un par cylindre contrairement au 2.5 Jetronic. Quel dommage de ne pas l'avoir importée ! Cette version "90 2,0 V6" se présente comme une 2.0 IE avec l'équipement intérieur de la 2.5 Quadrifoglio Oro : sièges en velours, volant gainé cuir, 4 vitres électriques, sièges électriques… la climatisation et les jantes aluminium de 14" en taille 70 sont en option.
Les défauts relevés par Quattroruote dans un essai de 1985 concernent la boîte de vitesses, la consommation un peu élevée et les reprises "un peu lentes". La vitesse maximale est bonne, 193 km/h atteints en 5e, le moteur est excellent et réagit avec une célérité remarquable à l'accélérateur et se montre très élastique. Confort et tenue sont très bons, hormis quelques décrochages du train arrière sous la pluie... L'agilité (le handling comme disent les Britanniques) n'est pas un modèle du genre, mais la progressivité du comportement sur le sec en font une auto sûre et prévenante.

### 2.0 injection
La "2.0 Iniezione" de 128 ch, bénéficie de la gestion Bosch Motronic et bénéficie d'une consommation fort mesurée par rapport à la 2.0 carburateurs. Il est intéressant de constater que ses performances sont très similaires à la 75 1.8 Injection de 122 ch ! (la 75 est un peu plus légère !). La finition n'est pas aussi luxueuse que la 2.5 : les sièges sont d'un tweed peu engageant et le volant 3 branches en plastique alors qu'il est gainé de cuir sur la 2.5. L'instrumentation est complète avec de beaux cadrans analogiques. De belles jantes aluminium sont une option, des enjoliveurs sont de série. L'Action automobile et touristique a opposé en 1985 une 2.0 injection à 2 concurrentes : la Lancia Thema et la BMW 520i. Si les essayeurs apprécient le double-arbre 2.0, ils sont moins tendres avec le comportement routier jugé en retrait par rapport à la V6 2.5 : "L'Alfa 90 a beau ne pas avoir de prétentions sportives, le manque de rigueur de son comportement est inadmissible sur une voiture de ce prix." Sont épinglés également l'embrayage dur à course longue, la boîte lente et trop longue et des grincements dans la direction (uniquement en manœuvres). L'Action automobile conclut : « Excepté le moteur, elle est décevante. »

### V6 2.5

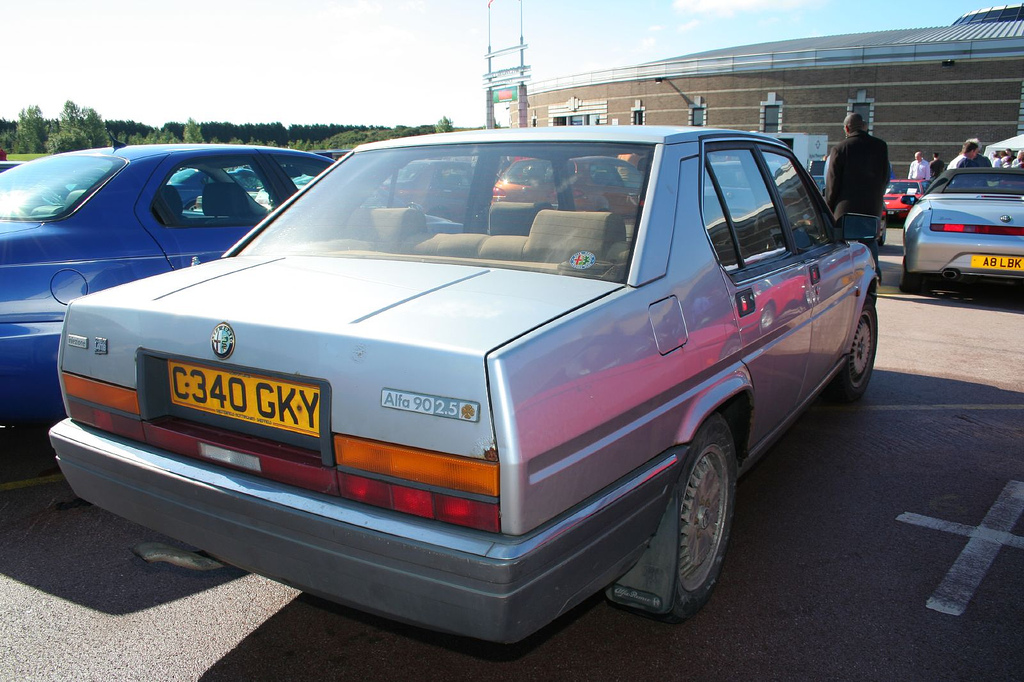
Alfa 90 2,5 V6 Quadrifoglio Oro

La "V6 2.5 Quadrifoglio Oro" injection coiffe la gamme "90". Avec 4 vitres électriques, sièges avant électriques, jantes alu 15" ou encore des phares antibrouillard, son équipement est particulièrement soigné. Les sièges sont en velours et le tableau de bord est électronique avec affichage numérique, déconcertant mais très précis.
Le Moniteur automobile a aussi testé la "2.5 V6". Toutes les remarques et critiques concernant la 2.0 carburateurs valent pour la 2.5, un freinage dont l'endurance est sans reproche, mais les qualités sont plus marquantes et les défauts… plus marqués ! Nous ne nous étendrons pas sur les multiples talents du V6, son agrément exceptionnel, sa consommation raisonnable (celle-ci s'avère tout à fait raisonnable pour un V6 : 12L/100 km en moyenne). En outre, le V6 ne fait pas beaucoup de bruit même sur autoroute. On entend d'ailleurs plus les bruits de vent de la carrosserie que le moteur lui-même à vitesse élevée… on peut juste déplorer le petit manque de vie et la mollesse du V6 à bas régime aggravés par la boîte longue. Comme pour la 2.0, la tenue de route est bonne mais révèle quelques problèmes de motricité (aucun différentiel à glissement limité n'est prévu, même en option). La tendance est sous-vireuse tandis que le train arrière tend à se manifester par des dérobades pas toujours prévisibles : « un comportement routier auquel il convient de s'habituer, surtout si l'on n'est pas un pilote averti. »
Les essayeurs sportifs se plaindront de l'amortissement trop souple, du roulis excessif. Les suspensions molles ne satisfont pas les conducteurs sportifs qui n'acceptent tout simplement pas la vocation bourgeoise de la 90. "On attend beaucoup plus d'une Alfa que ce comportement flou. Pour nous, une Alfa Romeo représente autre chose qu'une banale machine à rouler sur les autoroutes."
Autre son de cloche qui montre bien la valse-hésitation lorsqu'on veut "résumer" la 90. Le Moniteur automobile conclut sur une note optimiste : « La nouvelle Alfa 90 vient à son heure ! (...) L'Alfa 90 V6, c'est surtout un moteur ! la boîte (...) est plus agréable à utiliser que sur les Alfetta et Giulietta, mais pèche encore par un étagement bien trop long (...) l'Alfa 90 V6 adopte une attitude contraire aux habitudes, dérivant des roues avant avec l'aide de la motricité des roues arrière, survirant parfois brutalement si on relève le pied. Les pilotes avertis en useront, ce qui ne sera pas forcément le cas des autres. Voilà donc cette nouvelle Alfa 90 V6, rapide, confortable, séduisante... et sobre ! Cette dernière qualité n'est pas la moindre par les temps qui courent. N'est-ce pas curieux qu'elle soit l'apanage d'une voiture conçue par un sorcier italien ? »
Le dernier mot sera pour le point de vue de Madame dans L'Auto-Journal : « Bref, aussi humaine que vous et moi, la 90 est pétrie de vertus et de contradictions. » On voit que le V6 Alfa possède un charme très puissant : il s'insinue dans les neurones pour faire basculer la raison, et la raison tombe (et l'intellect avec elle) : le son produit de la double sortie (spécifique !) de son échappement en est le principal coupable. Mais tout le monde n'est pas aussi sensible au charme comme le prouvent les avis d'Échappement et de Sport Auto. Pourtant même l'Action automobile, habituellement assez sévère fait preuve de magnanimité : « L'Alfa 90 semble renouer avec la tradition du constructeur milanais. C'est une bonne chose et il faut poursuivre dans cette voie. »

### Conclusion
La conclusion d'Auto Hebdo sur la "90 V6" opposée à une Renault 25 V6 et une BMW 525i : « les plus passionnés (...) opteront pour le côté résolument sportif et attachant de la 90 2.5. Un autobloquant et une vraie boîte 5 lui feraient le plus grand bien et lui permettraient sans doute de revenir en force sur un créneau où son prix vraiment compétitif et son équipement ultra-complet la placent déjà en bonne position. Pour résumer, disons que le choix du cœur penche pour l'Italienne et que le choix rationnel va en faveur de la Française. À vous maintenant de déterminer dans quel camp vous vous situez… »
| Modèle           | Code usine | Moteur cylindrée | Code usine | Puissance (ch) | Alimentation                | Vitesse  | Dates production | Exemplaires produits | Notes                  |
| ---------------- | ---------- | ---------------- | ---------- | -------------- | --------------------------- | -------- | ---------------- | -------------------- | ---------------------- |
| 90 1.8           | ZAR162A10  | 1 779 cm3        | AR06202    | 120            | 2 carburateurs              | 186 km/h | 1984-1987        | 4 930                | Non importée en France |
| 90 1.8 Super     | ZAR162A10  | 1 779 cm3        | AR06202    | 120            | 2 carburateurs double corps | 188 km/h | 1986-1987        | 1 040                | Non importée en France |
| 90 2.0           | ZAR162A20  | 1 962 cm3        | AR06212    | 128            | 2 carburateurs double corps | 191 km/h | 1984-1987        | 4 288                |                        |
| 90 2,0 IE        | ZAR162A2A  | 1 962 cm3        | AR01713    | 128            | Injection Bosch             | 190 km/h | 1984-1987        | 23 057               |                        |
| 90 2,0I V6       | ZAR162A2B  | 1 996 cm3        | AR06210    | 132            | Injection Spica             | 195 km/h | 1985-1987        | 1 577                | Non importée en France |
| 90 2.0I V6 Super | ZAR162A2B  | 1 996 cm3        | AR06210    | 132            | Injection Spica             | 195 km/h | 1985-1987        |                      | Non importée en France |
| 90 2,5I V6       | ZAR162A00  | 2 492 cm3        | AR01646    | 156            | Injection Bosch             | 203 km/h | 1984-1987        | 6 212                |                        |
| 90 2,5I V6 Super | ZAR162A00  | 2 492 cm3        | AR01646    | 156            | Injection Bosch             | 205 km/h | 1986-1987        |                      |                        |
| 90 2.4 TD        | ZAR162A30  | 2 393 cm3        | VM81A01    | 105            | Turbodiesel VM              | 178 km/h | 1984-1987        | 11 274               |                        |
| 90 2.4 TD Super  | ZAR162A30  | 2 393 cm3        | VM4HT      | 110            | Turbodiesel VM              | 180 km/h | 1986-1988        | 4 050                |                        |
| Total            |            |                  |            |                |                             |          | 1984-1987        | 56 428               |                        |